# 德綬
德绶，满洲正蓝旗人。咸丰戊午科武举人，庚申科武进士。历任湖北興國、四川越寯等营参将，钦加副将衔，赏戴花翎。

## 家庭
- 曾祖宗舜。
- 祖父元功。
- 父知方。
- 胞弟德麟，同治壬戌科武魁，蓝翎侍卫。
- 妻赵氏。
- 子文成，光緖14年戊子科顺天乡试举人[2]。